# 国家奥委会协会
国家奥委会协会（英語：Association of National Olympic Committees, ANOC）是一个由国际奥林匹克委员会下轄的206个國家奧林匹克委員會组成的国际组织。每年它都会召集所有成员举行會議，并自2014年起向國家奧林匹克委員會及其运动员颁发国家奥委会奖。该协会每两年组织一次ANOC世界沙灘運動會，这是一项综合性运动会。ANOC于1979年6月在波多黎各圣胡安宣告成立。